# Г
Г (gemen: г) är en bokstav i det kyrilliska alfabetet. Med skrivstil och kursiv tryckstil har bokstaven utseendet г. Bokstaven härstammar från det grekiska alfabetets gamma (Γ). Den uttalas normalt som en tonande velar klusil, [g], men i ryskan uttalas den tonlöst, [k], i slutet av ord. I tal brukar bokstaven som sådan kallas Ge eller He.
Vid transkribering av ryska använder man bokstaven g i svensk text. Vid translitteration till latinska bokstäver enligt ISO 9 motsvaras bokstaven också av g. Vid transkribering av ukrainska och vitryska till svenska återges den med h; den uttalas i dessa språk som /ɦ/ respektive /ɣ/.
| Unicode | Liten bokstav |                                            | Unicode | Stor bokstav |                                              | Används bl.a. i följande språk                              |
| ------- | ------------- | ------------------------------------------ | ------- | ------------ | -------------------------------------------- | ----------------------------------------------------------- |
| U+0433  | г             | CYRILLIC SMALL LETTER GHE                  | U+0413  | Г            | CYRILLIC CAPITAL LETTER GHE                  | de flesta där kyrilliskt alfabet används                    |
| U+0453  | ѓ             | CYRILLIC SMALL LETTER GJE                  | U+0403  | Ѓ            | CYRILLIC CAPITAL LETTER GJE                  | Makedonska                                                  |
| U+0491  | ґ             | CYRILLIC SMALL LETTER GHE WITH UPTUM       | U+0490  | Ґ            | CYRILLIC CAPITAL LETTER GHE WITH UPTUM       | Ukrainska                                                   |
| U+0493  | ғ             | CYRILLIC SMALL LETTER GHE WITH STROKE      | U+0492  | Ғ            | CYRILLIC CAPITAL LETTER GHE WITH STROKE      | Azerbajdzjanska, Bashkir, Tadzjikiska, Kazakiska, Uzbekiska |
| U+0495  | ҕ             | CYRILLIC SMALL LETTER GHE WITH MIDDLE HOOK | U+0494  | Ҕ            | CYRILLIC CAPITAL LETTER GHE WITH MIDDLE HOOK | Jakutiska                                                   |
| U+04F7  | ӷ             | CYRILLIC SMALL LETTER GHE WITH DESCENDER   | U+04F6  | Ӷ            | CYRILLIC CAPITAL LETTER GHE WITH DESCENDER   | Abchaziska, Central Sibirisk Yupic                          |

I HTML kan man skriva Г som &#x0413; och motsvarande för övriga bokstäver.